# Cúcuta
Cúcuta é a capital e a cidade mais populosa do departamento de Norte de Santander, na Colômbia. Está localizada na Cordilheira Oriental, região dos Andes, a 320 metros acima do nível do mar, situada na fronteira com a Venezuela. A cidade foi fundada em 17 de junho de 1773.
Cúcuta tem uma população de aproximadamente 649.983 habitantes.
A cidade tem uma extensão de 12 km no sentido norte a sul e de 11 km de leste a oeste. É composta por 10 comunas e é o centro econômico, administrativo, industrial, político, cultural e turístico do departamento.
Como uma capital provincial, abriga os órgãos governamentais da ordem departamental como o governo do Norte de Santander e da Assembleia de Norte de Santander, o município é chefe do distrito judicial de Cúcuta, por isso abriga o Superior Tribunal de Cúcuta e o Tribunal de Justiça do Norte de Santander. É também o principal assentamento da Área Metropolitana de Cúcuta.
O desenvolvimento urbano ultrapassou as fronteiras administrativas e se espalhou para municípios próximos da região metropolitana, com uma população de cerca de 850.000 pessoas.
Está ligada por estradas em todo o país para as principais cidades como Bogotá, Bucaramanga, Ocaña, Valledupar, Pamplona, Tunja e Cartagena e também à fronteira com a Venezuela. Seu terminal aéreo é Aeroporto Internacional Camilo Daza. A Universidade Francisco de Paula Santander é uma famosa universidade pública da cidade.

## Galeria
História

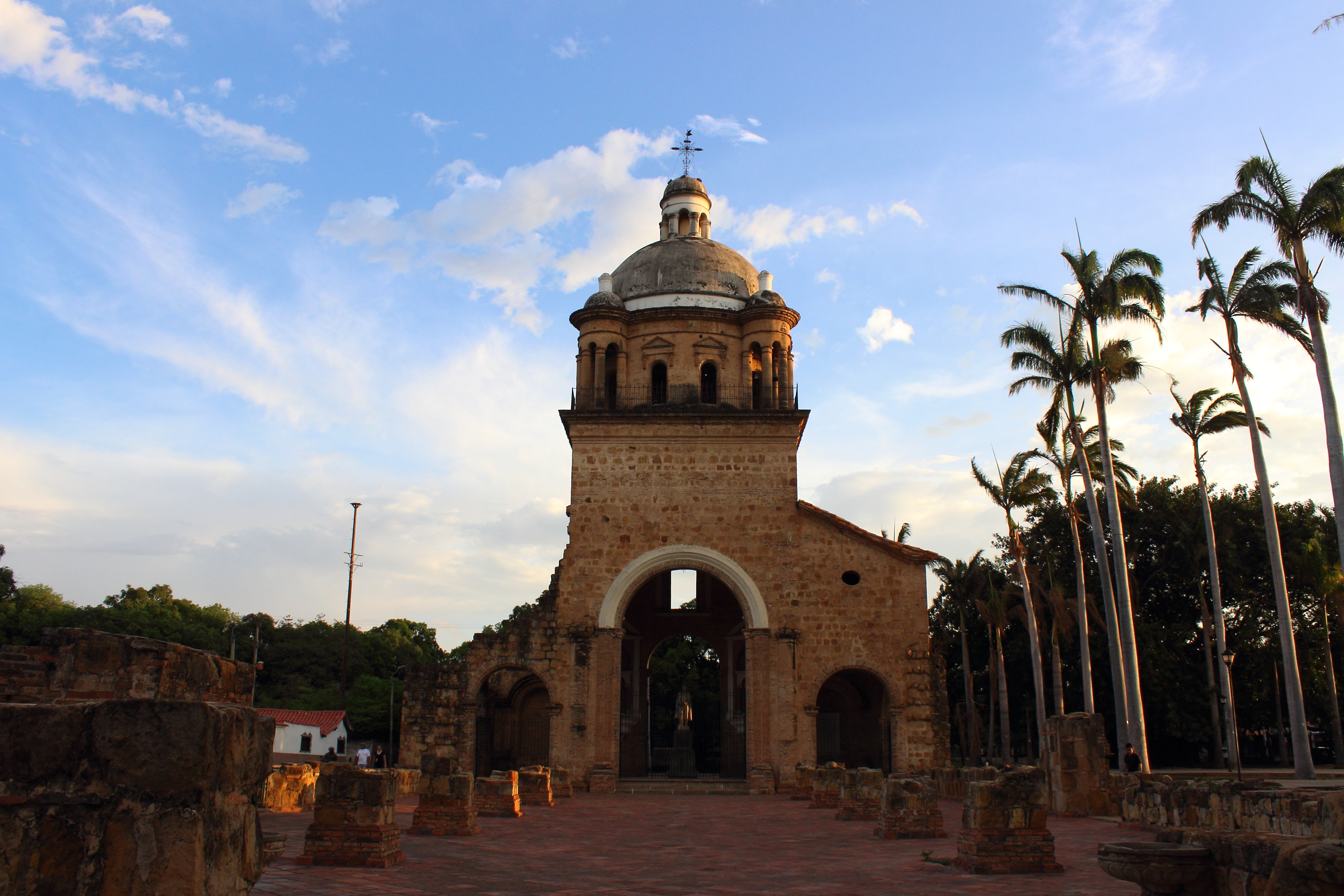
Igreja Histórica de Cúcuta
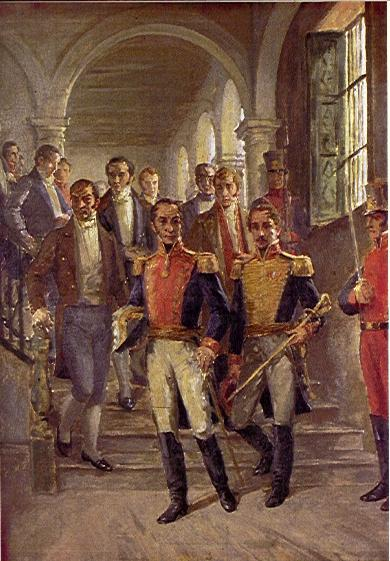
Congresso de Cúcuta

Mapas

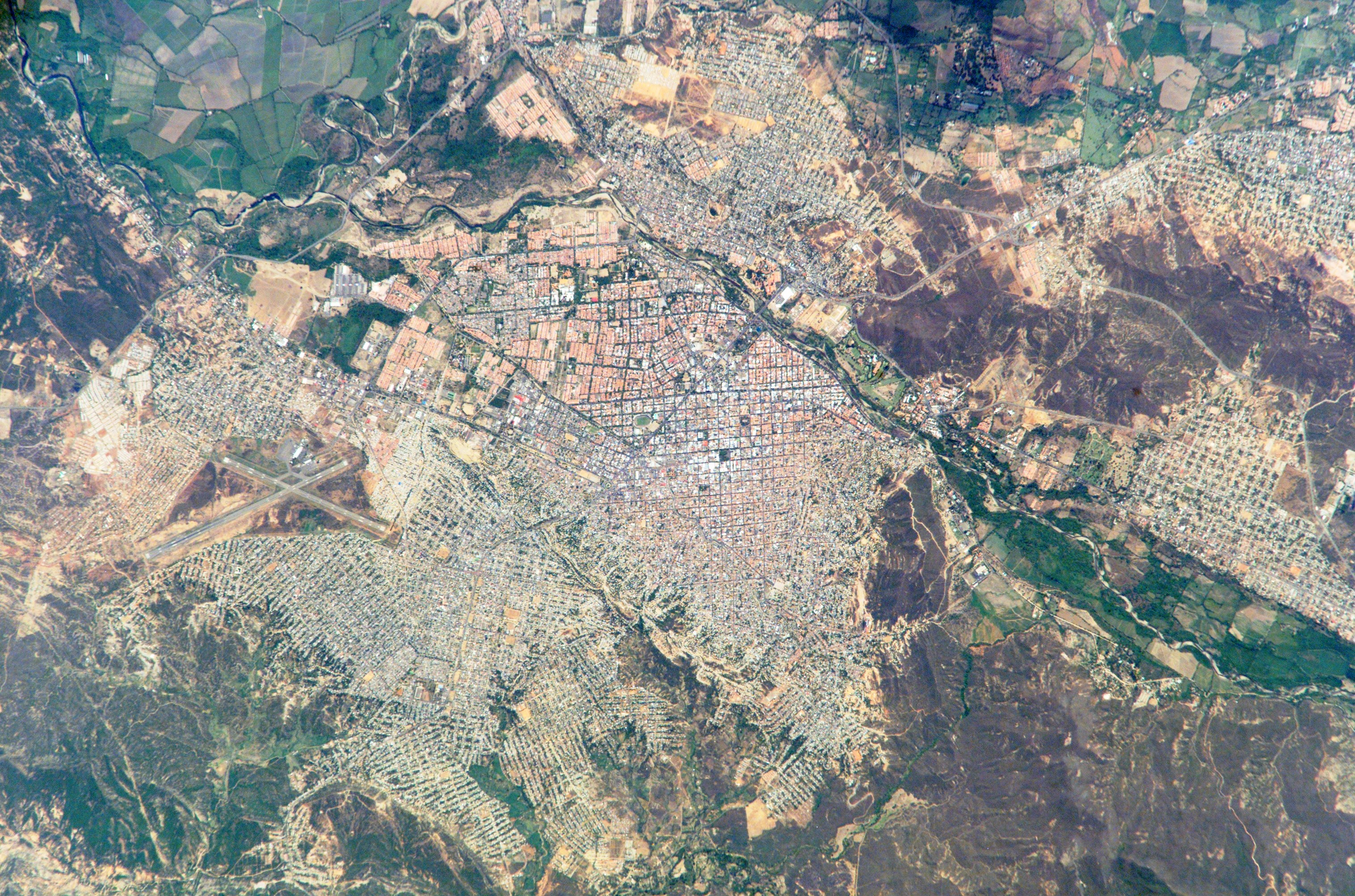
A imagem de satelite de Cúcuta

Clima

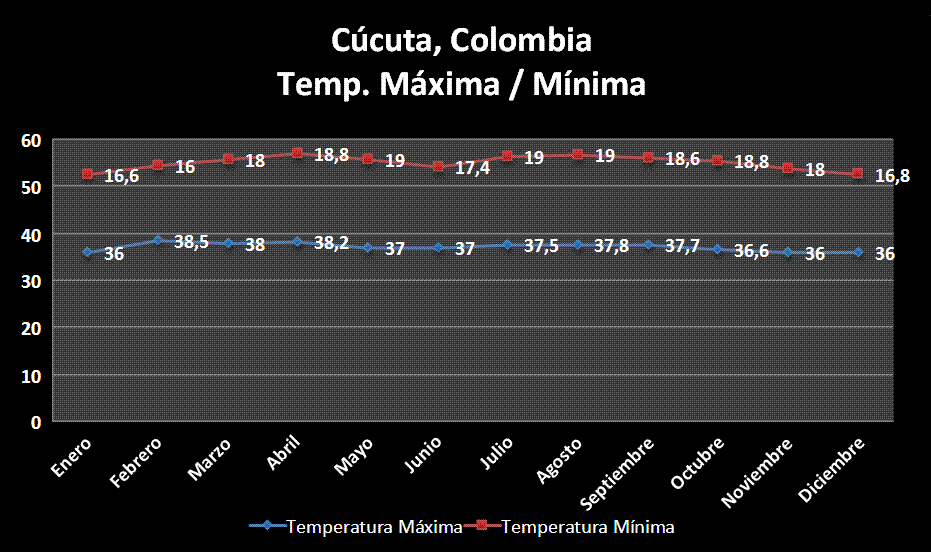
T. máxima/mínima - Cúcuta
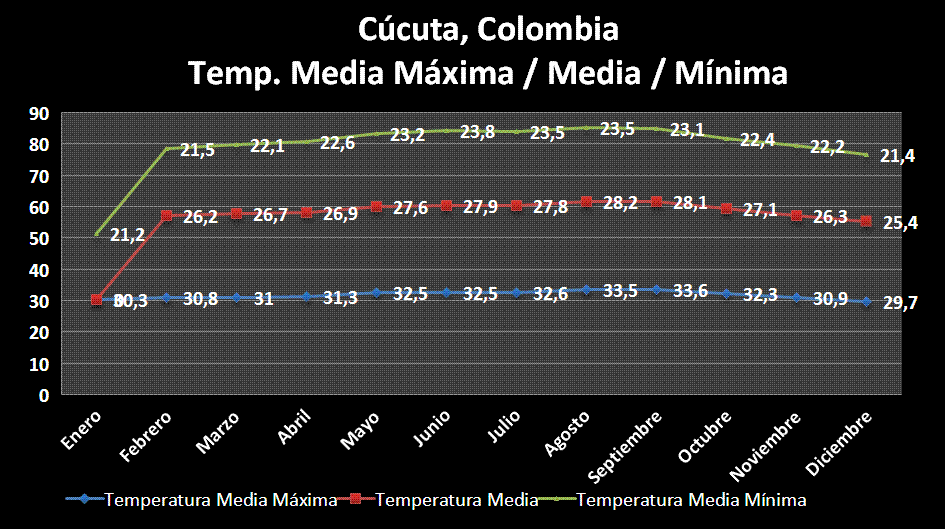
T.M. Mínima / T.M. / T.M. Máxima - Cúcuta